# Tomiyamichthys smithi
Tomiyamichthys smithi is een straalvinnige vissensoort uit de familie van grondels (Gobiidae). De wetenschappelijke naam van de soort is voor het eerst geldig gepubliceerd in 2003 door Chen & Fang.